# Josep Ayala
Josep Ayala (* 8. April 1980 in Sant Julià de Lòria) ist ein andorranischer ehemaliger Fußballspieler.
Er spielt seit 2017 für den andorranischen Verein Inter Club d’Escaldes. Zuvor spielte er 5 Jahre für den FC Andorra und zwei bei UE Santa Coloma. Frühere Stationen waren der u. a. der spanische Verein CD Binéfar und der französischen Klub US Luzenac.
Von 2002 bis 2017 spielt er in der Nationalmannschaft Andorras, für die er 84 Länderspiele bestritt.